# 以火焚雨
《以火焚雨》（英語：Thomas Gold Remix）是英国创作型女歌手阿黛尔第二张录音室专辑《21》中收录的一首歌曲。这首歌曲由阿黛尔本人与英国制作人弗雷泽·史密斯共同创作，而史密斯同时还担任了歌曲的制作工作。歌曲于2011年7月4日作为专辑的第二支欧洲单曲和第三支英国单曲发行，在英国单曲排行榜最高排名第11位。
2011年11月21日，《以火焚雨》在美国作为专辑的第三支单曲正式发行，并在公告牌百强单曲榜上获得冠军，成为这张专辑中继《Rolling in the Deep》、《Someone like You》之后的第三支冠军单曲。阿黛尔也凭此成为首位连续三支单曲登上美国排行榜冠军的英国女艺人。这三支单曲占据排行榜冠军位置共长达14周，也使阿黛尔成为同一张专辑中获得冠军周数最多的英国女艺人。这首歌还被《告示牌》杂志读者票选为“2012年最受欢迎的冠军歌曲”。除美国外，这支单曲还在比利时、波兰、荷兰、捷克和斯洛伐克等国单曲排行榜上获得冠军，并进入了奥地利、加拿大、丹麦、芬兰、法国、德国、爱尔兰、意大利、新西兰、挪威、南非和瑞士等国单曲排行榜的前十位。
这首歌的现场演唱版收录于阿黛尔《皇家阿尔伯特音乐厅演唱会》DVD中，并获得了第55届格莱美奖的“最佳流行歌手表演”大奖。

## 创作和发行
《以火焚雨》由阿黛尔和弗雷泽·史密斯共同创作，史密斯同时还担任了歌曲的制作人。2011年7月4日，单曲作为专辑第三支英国单曲正式发行。而在美国，哥伦比亚唱片原计划将《有谣言说》作为专辑《21》的第三支美国单曲，但并未如期发行。同年11月21日，《以火焚雨》取代了《有谣言说》成为第三支美国单曲正式发行。哥伦比亚唱片表示：“我们调查发现节目编排人员更偏爱《以火焚雨》……《谣言》和《焚雨》这两首歌的反响都很热烈，但相比之下《焚雨》的反响更热烈一些…… 因而最好先将《焚雨》一曲派到流行和成人音乐电台…… 目前看来电台和公众对此都很满意。”

## 歌词和乐曲
《以火焚雨》是阿黛尔《21》专辑中的第5首曲目，由阿黛尔本人和制作人弗雷泽·史密斯共同作曲。歌曲以D小调写成，速度是每分钟108拍，采用了Dm–F–C–Gm–Dm–F–C–Csus4–C的和弦进行。歌曲中，阿黛尔的声乐部分范围从A3到D5。这首歌是专辑中受到流行风格影响最大的一首歌曲。与专辑中其他歌曲不同，这首歌没有以低调朴实的方式编曲，而是在歌曲中速的节奏中采用了密集繁杂的器乐伴奏和庞大甚至略显臃肿的弦乐编排，为歌手悲伤的演唱营造了独特的混响效果。歌词描述了爱情关系中的矛盾元素，以及难以放手的纠结心态。例如歌词中的一句提到：“你和我在一起 / 没有什么比这更美好 / 但是你总有一面我永远读不懂 / 你说过的话从来不是真的 / 你总是知道怎样玩弄我。”而歌词中的“火”和“雨”的矛盾则是阿黛尔看到雨中“灯光熄灭”而获得的灵感。

## 评论反响
歌曲获得的褒贬不一。许多评论家高度赞扬了阿黛尔的声乐部分，同时亦有评论家对歌曲给出批评。《娱乐周刊》编辑莉亚·格林布拉特（Leah Greenblatt）称赞歌曲是一首为“遭到轻视的女性”写就的一首颂歌，称歌曲“鼓动翻涌着泰坦尼克号一般宏大悲鸣的纯粹力量。”
音乐杂志评论家加里·麦金利（Gary McGinley）高度赞扬了这首歌，称之为《21》专辑中“最上口的一首歌”。美国伊利诺伊州《每日先驱报》称赞了阿黛尔在歌曲中“史诗一般的”声音。音乐网站Consequence of Sound编辑尼克·弗里德（Nick Freed）则认为歌曲是阿黛尔“最强大、最开放”的作品。他还称赞歌曲是“专辑中最愤怒的歌曲之一”，“副歌朗朗上口，在最后一次重复演唱时，阿黛尔彻底释放了内心受到的伤害和愤怒”，展现出了真实的情感。娱乐网站Digital Spy评论家罗伯特·柯普西（Robert Copsey）也赞扬了这首歌曲，称副歌“大胆而令人激动”，并评价阿黛尔“怒吼般的”演唱配合了“戏剧化的弦乐伴奏”，“恰到好处的爆发夺人心魄”，“经典而不俗套”。娱乐网站PopCrush称赞歌曲是“缓解心碎的一剂良药”，“强大而愤怒”，与听众“分担着内心的痛苦”，而当歌曲结束时阿黛尔的声音正如“火焰舔舐着脚跟，热浪掠过每一寸肌肤”。
而亦有很多评论对歌曲提出批评。美国音乐杂志《URB》评论称这首歌“内容只适合星巴克的风格”，更批评其“夸张滥情”。《纽约时报》评论《21》专辑时批评这首歌是专辑中的“小败笔”，制作人弗雷泽·史密斯是“整个制作团队中思维受流行风格影响最大的成员”，其制作的声音效果“完全是多余”。英国音乐网站MusicOMH评论家约翰·墨菲（John Murphy）在对《21》的评论中提到这首歌，称这首歌虽然很有力量，但同时也给出负面评价，指出歌曲只是“中规中矩”，“制作过度”，是“专辑唯一的失败之处”。他表示，阿黛尔的声音最适合用简单的钢琴伴奏，过度制作反而喧宾夺主。澳大利亚《先驱太阳报》撰稿人卡梅隆·亚当斯（Camreon Adams）称歌曲只是“为下一支单曲做准备”，“副歌一响起便让人不想再听”。《华盛顿邮报》评论家艾莉森·斯图尔特（Allison Stewart）也批评歌曲，称其“合成摇滚的风格完全用错了地方”，“连阿黛尔也无法挽救”。
阿黛尔演唱这首歌的现场版本收录于《皇家阿尔伯特音乐厅演唱会》的DVD中，并获得了第55届格莱美奖的“最佳流行歌手表演”大奖。

## 现场表演和媒体使用

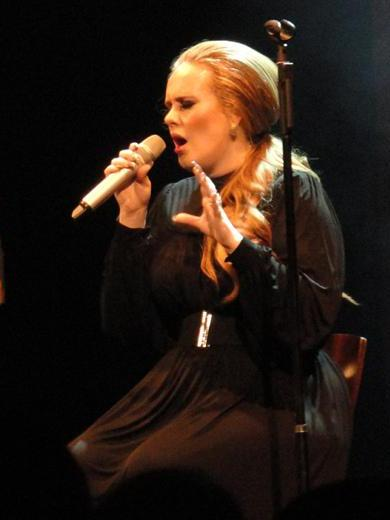
阿黛尔在2011年的演唱会上表演

阿黛尔在2011年4月29日英国广播公司的脱口秀节目《格雷厄姆·诺顿秀》上首次现场表演了这首歌曲。随后在5月3日，她还在英国广播公司朱尔斯·霍兰德的节目中表演了这首歌以及同一张专辑中的《坠入深渊》、《你不记得了吗》（Don't You Remember）和《把一切都带走》（Take It All）三首歌曲。阿黛尔在随后举行的个人第二次全球巡演中也表演了这首歌。阿黛尔在皇家阿尔伯特音乐厅举行的现场演唱会录制成了现场专辑，其中即收录了这首歌的现场演唱版本。这一版本后来于2013年获得格莱美奖的“最佳流行歌手表演”大奖。
2011年，美国FX电视频道在宣传电视剧《火线救援》的大结局时使用了这一首歌。而电视剧《替身姐妹》和《复仇》的宣传广告中也有使用，美国电台便因此开始播放这首歌，而此时唱片公司仍未正式在美国电台发行这支单曲。2012年，日本富士电视台在电视剧《無法呼吸的夏天》中也使用了这首歌作为插曲。

## 翻唱版本
- 2012年，曾获得格莱美奖提名的藍調民歌歌手鲁茜·福斯特在自己的专辑中翻唱了这首歌。[29][30]
- 2012年5月，美国乡村歌手德克斯·本特利在乡村音乐频道的节目中翻唱了这首歌曲。[31]
- 2013年11月，德国电子音乐人Zedd与瑞典歌手米莉雅姆·布莱恩特合作翻唱了这首歌，收录在Zedd的迷你专辑中。[32]
- 2014年5月，《美国之声》第六季选手乔什·考夫曼在决赛中翻唱了这首歌，并凭此获得该季总冠军。[33]

## 曲目列表
- 数字迷你混音专辑[34][35]

1. 《以火焚雨》 – 5:50
2. 《以火焚雨》 – 5:21
3. 《以火焚雨》 – 7:38
4. 《以火焚雨》 – 3:35

## 榜单排名及销量认证
《以火焚雨》在欧洲大受欢迎，这首歌在奥地利、丹麦、芬兰、法国、德国、爱尔兰、意大利、挪威、瑞士等国单曲排行榜中进入前十，在比利时、捷克、波兰、斯洛伐克和荷兰等国甚至登上排行榜冠军。这支单曲在英国单曲排行榜上首周排名第79位，最高登上排行榜第11位，并在这一位置上保持了两周。而在美国，这首歌作为单曲正式发行之前已经三次进入告示牌百强单曲榜并在榜单内停留了6周，最高排名第72位。单曲正式发行后于2012年2月4日的榜单中登上了冠军位置并保持了两周。夺冠时这支单曲已经在排行榜中停留了不连续的21周。这首歌成为阿黛尔《21》专辑中的连续第三支冠军单曲，而同时《21》在公告牌二百强专辑榜中也获得冠军，阿黛尔也因此成为首个在专辑保持冠军位置的同时获得三支冠军单曲的艺人。
截至2013年6月，这首歌曲在美国的数字下载量已经超过4,552,000次。
| 榜单（2011年－2014年）               | 最高 排名 |
| ------------------------------------ | --------- |
| 澳大利亚（澳大利亚唱片业协会單曲榜） | 11        |
| 奥地利（Ö3四十强单曲榜）             | 5         |
| 比利时佛兰德（Ultratop五十强单曲榜） | 1         |
| 比利时瓦隆（Ultratop五十强单曲榜）   | 1         |
| 巴西 (Billboard Hot 100 Airplay)     | 4         |
| 巴西 (Billboard Hot Pop)             | 1         |
| 加拿大（Canadian Hot 100）           | 2         |
| 捷克（電台百強單曲榜）               | 1         |
| 捷克（百強數位單曲榜）               | 38        |
| 丹麥（Hitlisten单曲榜）              | 5         |
| 欧洲 (Euro Digital Songs)            | 6         |
| 芬兰（芬蘭官方單曲榜）               | 2         |
| 法国（法國唱片出版業公會單曲榜）     | 9         |
| 德国（德國官方單曲榜）               | 6         |
| Greece Digital Songs (Billboard)     | 6         |
| 匈牙利（四十强电台榜）               | 9         |
| 愛爾蘭（愛爾蘭唱片音樂協會单曲榜）   | 6         |
| 以色列（媒体森林电台榜）             | 1         |
| 意大利（意大利音乐产业联盟单曲榜）   | 3         |
| 日本 (Japan Hot 100)                 | 88        |
| 黎巴嫩 (OLT 20)                      | 3         |
| 卢森堡 (Billboard Digital Songs)     | 5         |
| 墨西哥 (Billboard Mexican Airplay)   | 2         |
| 荷兰（荷蘭四十強單曲榜）             | 1         |
| 荷兰（百强单曲榜）                   | 1         |
| 新西兰（新西兰唱片音乐协会单曲榜）   | 8         |
| 挪威（世道單曲榜）                   | 4         |
| 波蘭（波蘭百大電台榜）               | 1         |
| 波蘭（波蘭五十強舞曲榜）             | 41        |
| 葡萄牙 (Billboard Digital Songs)     | 2         |
| 羅馬尼亞 (Romanian Top 100)          | 15        |
| 蘇格蘭（官方榜单公司單曲榜）         | 10        |
| 斯洛伐克（電台百強單曲榜）           | 1         |
| 韓國 (Gaon International Singles)    | 34        |
| 西班牙（西班牙音樂製作協會）         | 24        |
| 瑞典（瑞典最熱榜）                   | 13        |
| 瑞士（瑞士热门音乐榜）               | 4         |
| 英國（官方榜单公司單曲榜）           | 11        |
| 美国（《告示牌》百大單曲榜）         | 1         |
| 美國（《告示牌》成人當代單曲榜）     | 1         |
| 美國（《告示牌》Adult Pop Airplay）  | 1         |
| 美國（《告示牌》Dance Club Songs）   | 18        |
| 美國（《告示牌》热门拉丁歌曲）       | 19        |
| 美國（《告示牌》Hot Rock Songs）     | 30        |
| 美國（《告示牌》Pop Airplay）        | 1         |
| 美國（《告示牌》Rhythmic Songs）     | 16        |

| 地区                           | 认证       | 销量       | 参考来源       |
| ------------------------------ | ---------- | ---------- | -------------- |
| （澳大利亚唱片业协会）         | 3×白金唱片 | 210,000a   | [ 88 ]         |
| 比利时（比利时娱乐业协会）     | 白金唱片   | 30,000b    | [ 89 ]         |
| 巴西（巴西唱片工业协会）       | 白金唱片   | 100,000b   | [ 90 ]         |
| 加拿大（加拿大音乐协会）       | 5×白金唱片 | 400,000a   | [ 91 ]         |
| 丹麦（国际唱片业协会丹麦分会） | 白金唱片   | 30,000a    | [ 92 ] [ 93 ]  |
| 德国（德国联邦音乐产业协会）   | 白金唱片   | 300,000a   | [ 94 ]         |
| 義大利（義大利音樂產業聯合會） | 3×白金唱片 | 90,000+b   | [ 95 ]         |
| 墨西哥（墨西哥唱片业协会）     | 4×白金唱片 | 240,000a   | [ 96 ] [ 97 ]  |
| 新西兰（新西兰唱片业协会）     | 白金唱片   | 15,000b    | [ 98 ]         |
| 瑞士（国际唱片业协会瑞士分会） | 白金唱片   | 30,000c    | [ 99 ]         |
| 英国（英国唱片业协会）         | 白金唱片   | 600,000a   | [ 100 ]        |
| 美国（美国唱片业协会）         | 4×白金唱片 | 4,552,000+ | [ 42 ] [ 101 ] |

| 榜单（2011年）                 | 排名 | 参考来源 |
| ------------------------------ | ---- | -------- |
| （澳大利亚唱片业协会榜）       | 49   | [ 102 ]  |
| 奥地利（Ö3单曲榜）             | 25   | [ 103 ]  |
| 比利时法兰德斯（Ultratop 50）  | 3    | [ 104 ]  |
| 比利时瓦隆（Ultratop 40）      | 8    | [ 105 ]  |
| 丹麦（Hitlisten）              | 14   | [ 106 ]  |
| 荷蘭（Mega百强单曲榜）         | 8    | [ 107 ]  |
| 德国（媒体控制AG）             | 16   | [ 108 ]  |
| 匈牙利（电台40强单曲）         | 51   | [ 109 ]  |
| 愛爾蘭（爱尔兰单曲榜）         | 19   | [ 110 ]  |
| 以色列（Media Forest）         | 1    | [ 111 ]  |
| 義大利（意大利音乐产业联合会） | 12   | [ 112 ]  |
| 新西兰（新西兰唱片业协会）     | 22   | [ 113 ]  |
| 瑞士（瑞士Hitparade排行榜）    | 10   | [ 114 ]  |
| 英国（英国单曲排行榜）         | 28   | [ 115 ]  |

| 榜单（2012年）                 | 排名 | 参考来源 |
| ------------------------------ | ---- | -------- |
| 比利时法兰德斯（Ultratop 50）  | 72   | [ 116 ]  |
| 比利时瓦隆（Ultratop 40）      | 68   | [ 117 ]  |
| 匈牙利（电台40强单曲）         | 76   | [ 118 ]  |
| 希腊（国际唱片业协会）         | 71   | [ 119 ]  |
| 西班牙（西班牙音乐制造商协会） | 42   | [ 120 ]  |
| 美国（公告牌百强单曲榜）       | 12   | [ 121 ]  |

## 发行历史
| 发行地区 | 发行日期       | 发行格式          |
| -------- | -------------- | ----------------- |
| 奥地利   | 2011年7月4日   | 数字迷你混音专辑  |
| 德国     | 2011年7月4日   | 数字迷你混音专辑  |
| 義大利   | 2011年7月4日   | 数字迷你混音专辑  |
| 荷蘭     | 2011年7月4日   | 数字迷你混音专辑  |
| 英国     | 2011年7月4日   | 数字迷你混音专辑  |
| 美国     | 2011年11月21日 | 成人当代音乐电台  |
| 美国     | 2011年12月5日  | 成人另类音乐电台  |
| 美国     | 2011年12月13日 | 40强/主流音乐电台 |